# Gorn (Star Trek)
I Gorn sono una specie rettiliana immaginaria dell'universo fantascientifico di Star Trek. Sono apparsi per la prima volta nell'episodio della prima stagione della serie classica, Arena, dove un Gorn si scontra con il Capitano Kirk sul pianeta Cestus III. La scena è la più ricordata di tutta la serie classica, in parte a causa dei movimenti lenti e goffi del Gorn, che alcuni spettatori considerano involontariamente comici.
I Gorn sono una sorta di grosse lucertole umanoidi, dotate di una forza superiore, temuti per la loro aggressività e ferocia. Sono una delle razze aliene maggiormente iconiche e rappresentative dell'universo di Star Trek, utilizzate anche al di fuori del franchise come riferimento allo stesso o come simbolo di minaccia.
Oltre all'episodio Arena della serie classica, i Gorn sono apparsi o sono stati menzionati nell'episodio del 1973 La trappola del tempo (The Time Trap) della serie animata; negli episodi Le schiave di Orione (Bound) e In uno specchio oscuro (seconda parte) (In A Mirror, Darkly: Part 2) della serie Star Trek: Enterprise; nell'episodio Veritas della serie animata Star Trek: Lower Decks; in più episodi della serie Star Trek: Strange New Worlds, essendo parte del background del tenente La'an Noonien-Singh, catturata da bambina e cresciuta su un pianeta Gorn. Appaiono inoltre in numerosi romanzi, videogiochi e altre opere multimediali del franchise di Star Trek.

## Storia

### Timeline classica
I Gorn sono una specie originaria del pianeta Tau Lacertae IX. Nel 2154 stabiliscono contatti con il Sindacato di Orione e il nome ufficiale del loro governo viene conosciuto come Egemonia Gorn Secondo gli Orioniani, i Gorn producono il miglior Meridor.

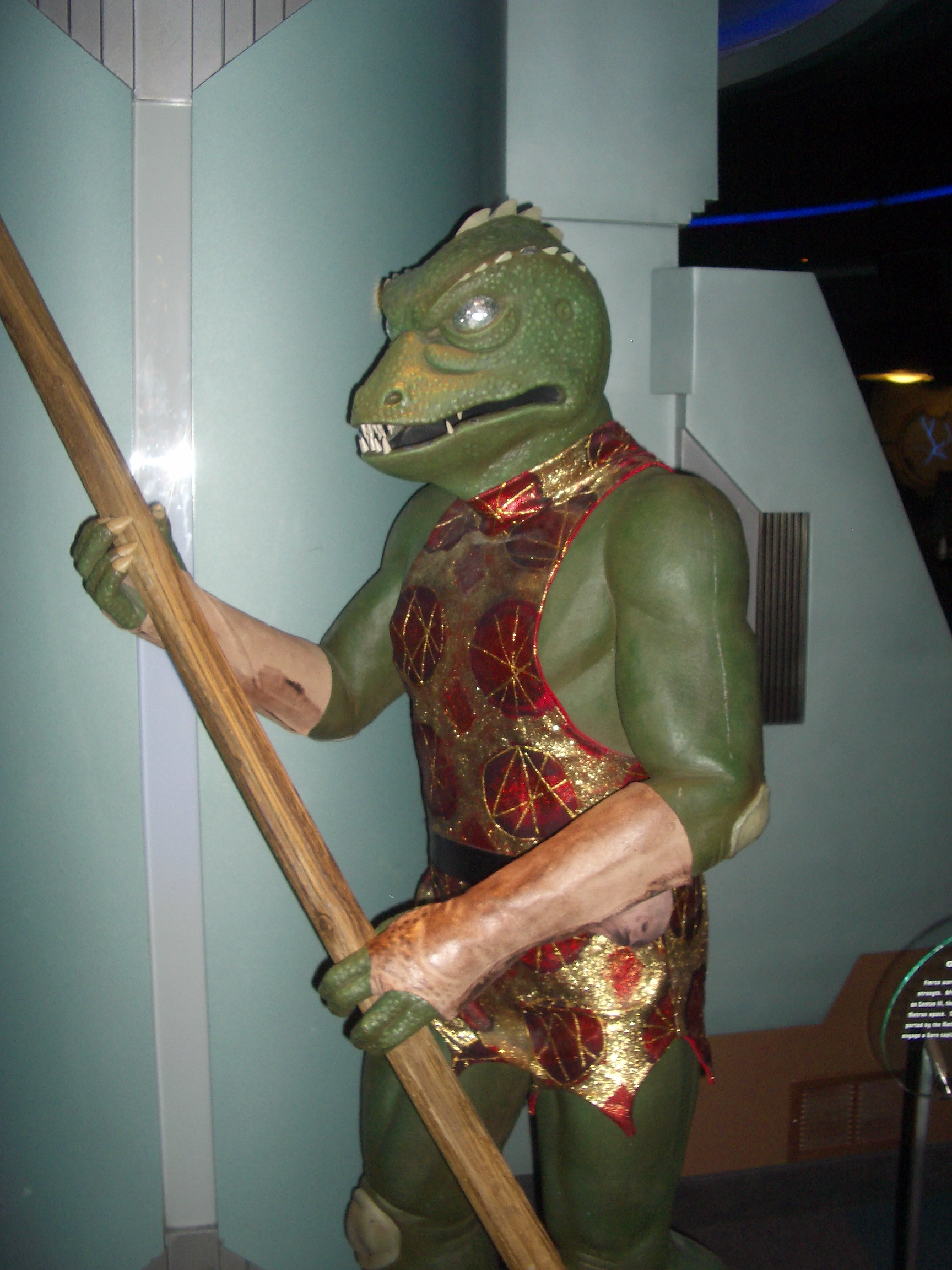
Statua del Gorn al Quark's Bar di Las Vegas

La'an Noonien-Singh è cresciuta in un pianeta vivaio dei Gorn, dopo che la sua famiglia, che viaggiava nello spazio a bordo dell'astronave colonia SS Puget Sound, è stata catturata da questi in data imprecisata. È l'unica superstite, lasciata in vita di proposito, della sua famiglia sterminata dai Gorn, poiché utilizzata come cibo per i nuovi nascituri e incubatoi in cui sviluppare i loro piccoli.
In data stellare 3177.9 (2259) l'Enterprise, capitanata da Christopher Pike, cade in un tranello teso dai Gorn, che hanno attaccato una colonia umana nelle vicinanze di un buco nero, e viene inseguita a lungo finché non riesce, attraverso un espediente che viene dall'equipaggio di plancia battezzato "Manovra Pike", a far credere ai Gorn che l'Enterprise sia esplosa vicino al buco nero.
In data stellare 2510.6 (2259) l'Enterprise del capitano Pike viene chiamata in soccorso della USS Peregrine: la nave è atterrata su un inospitale pianeta ed è stata infestata dai Gorn a causa di un naufrago "infetto" recuperato qualche tempo prima; il sistema di riproduzione dei Gorn, infatti, funziona impiantando le loro uova in un corpo vivente, nel quale questi si sviluppano, uccidendo alla fine l'ospite, quando sono abbastanza maturi per uscire. I piccoli Gorn si uccidono tra loro, in modo che il più forte prevalga, ma l'ultimo Gorn superstite, prima di essere ucciso dall'equipaggio dell'Enterprise, spruzza la propria saliva su Hemmer: questo è il modo in cui i Gorn si riproducono e impiantano le loro uova nell'ospite. Hemmer decide di sacrificarsi, così da non permettere ai Gorn di svilupparsi, lasciandosi cadere dall'hangar navette della Peregrine.
In data stellare 3045.6 (2267) la nave stellare Enterprise, capitanata da James T. Kirk, insegue una nave aliena sconosciuta responsabile di un attacco a una colonia terrestre. Una potente razza aliena nota come Metron costringe i capitani di entrambe le navi a combattere tra loro per risolvere la disputa su Cestus III. Durante il combattimento si scopre che la razza aliena sono i Gorn.
In data stellare 5267.2 (2269), l'Enterprise si trova a investigare sulla misteriosa sparizione di astronavi nel Triangolo Delta. Dopo uno scontro con i Klingon scoprono un cimitero di navi aliene di tutte le epoche e, avvicinandosi, vengono catapultati nella dimensione in cui si trovano rappresentanti di tutte le razze a formare il Consiglio di Elysia, che comprende, tra gli altri, un'Orioniana, un Vulcaniano, un Klingon, un Andoriano, un Phylosiano, un Tellarite, un Umano e un Gorn.
Nel 2371 la disputa tra Federazione dei Pianeti Uniti ed Egemonia Gorn in merito al pianeta Cestus III è stata finalmente risolta e i coloni umani sono potuti tornare a stabilirsi sulla colonia umana.

### Universo dello specchio
Nel 2155, nell'universo dello specchio, il Capitano Archer ruba la ISS Defiant proveniente dal futuro dell'universo della Federazione ai Tholiani. All'interno della nave vi sono rimasti degli schiavi appartenenti a razze aliene sottomesse dall'Impero Terrestre che stavano lavorando alla sua riparazione. Tra di essi vi è il Gorn Slar, che sta sabotando la nave e uccidendo diversi membri dell'equipaggio, per ricattare Archer e ottenere una navetta con cui andarsene in libertà. Archer, aiutato da Reed e da due MACO, affronta il Gorn, con il proposito di dimostrarsi più forte e ottenere l'appoggio dell'equipaggio. Immobilizzato il Gorn grazie all'aiuto di T'Pol che potenzia una piastra gravitazionale, Archer lo uccide sparandogli sei volte con un phaser.

### Altri media

#### Requiem
Nel romanzo Requiem di Michael Jan Friedman e Kevin Ryan, il capitano Jean-Luc Picard intraprende i primi accordi di pace con i Gorn quand'è ancora al comando della USS Stargazer NCC-2893. Molto tempo dopo, al comando dell'Enterprise D, si dirige sul pianeta natale dei Gorn per siglare la pace con i Gorn e completare la missione iniziata venticinque anni prima. Durante il viaggio per Tau Lacertae IX, l'Enterprise D si ferma a investigare su una misteriosa stazione aliena, a bordo della quale Picard viene catapultato indietro nel tempo fino all'anno 2267 sul pianeta Cestus III, poco prima dell'arrivo della prima Enterprise capitanata da Kirk e dell'attacco dei Gorn alla colonia terrestre, dovendo decidere così se morire nell'attacco o avvisare i coloni tentando una difesa e alterando così la linea temporale.

## Sviluppo
I Gorn sono stati creati da Gene L. Coon per l'episodio da lui scritto per la prima stagione della serie classica, Arena. Il costume del Gorn è stato disegnato da Wah Chang.
Nell'episodio In uno specchio oscuro (seconda parte), della serie televisiva Star Trek: Enterprise, il Gorn Slar, contro cui combatte il capitano Jonathan Archer, è stato realizzato in CGI ed è sensibilmente differente nell'aspetto dal Gorn originale: la pelle è più chiara, gli occhi non sono composti; Slar, inoltre, si muove anche molto più velocemente del lento e goffo capitano gorn contro cui si scontra Kirk. Inoltre, poiché l'episodio di Enterprise si svolge nell'universo dello specchio, il contatto tra l'Impero Terrestre e i Gorn non contraddice il canone secondo cui il primo contatto sarebbe avvenuto con Kirk nell'episodio Arena.

## Interpreti
Il Gorn dell'episodio Arena della serie classica è interpretato dagli attori Bill Blackburn e Bobby Clark, mentre la voce, nella versione originale, gli è stata data da Ted Cassidy, il celebre Lurch della serie televisiva in bianco e nero La famiglia Addams della ABC del 1964-1966.
Il Gorn appare inoltre in altre serie televisive, non appartenenti al franchise di Star Trek, dove, in alcuni casi, viene doppiato da altri attori. Nel 2012 il comandante gorn della serie classica appare nell'episodio A letto circondato dai tuoi cari della sesta stagione della serie animata Robot Chicken, dove viene doppiato da Fred Tatasciore. Nella stessa serie viene inoltre doppiato da Seth Green.

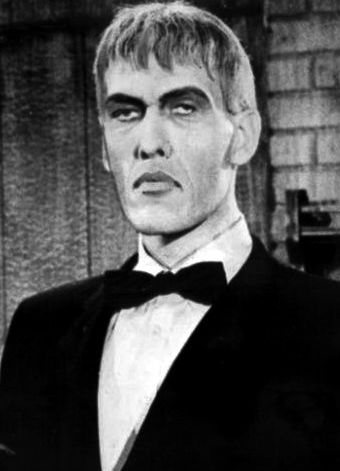
Ted Cassidy nei panni di Lurch, voce originale del Gorn della serie classica
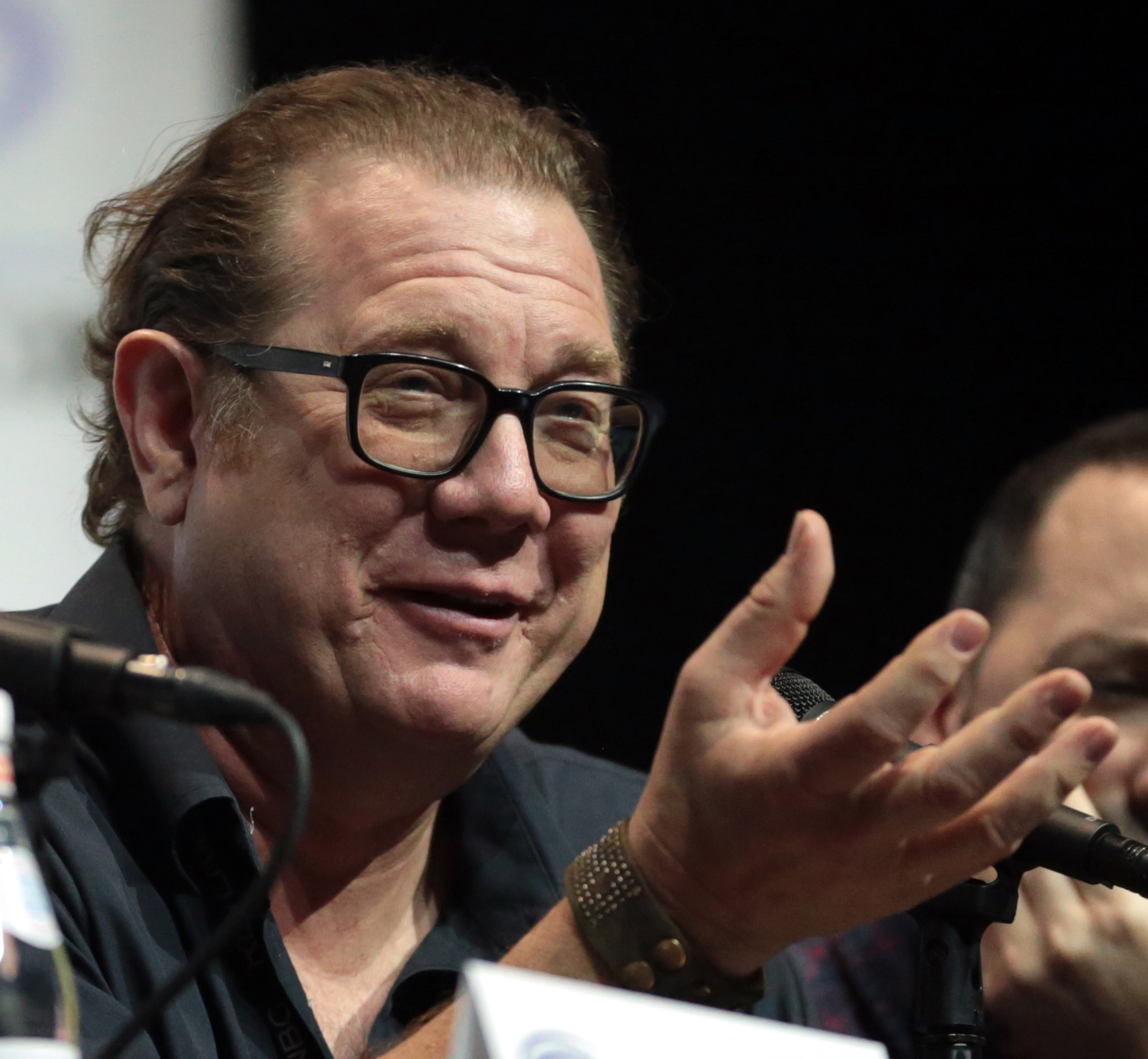
Fred Tatasciore, voce del Gorn in Robot Chicken
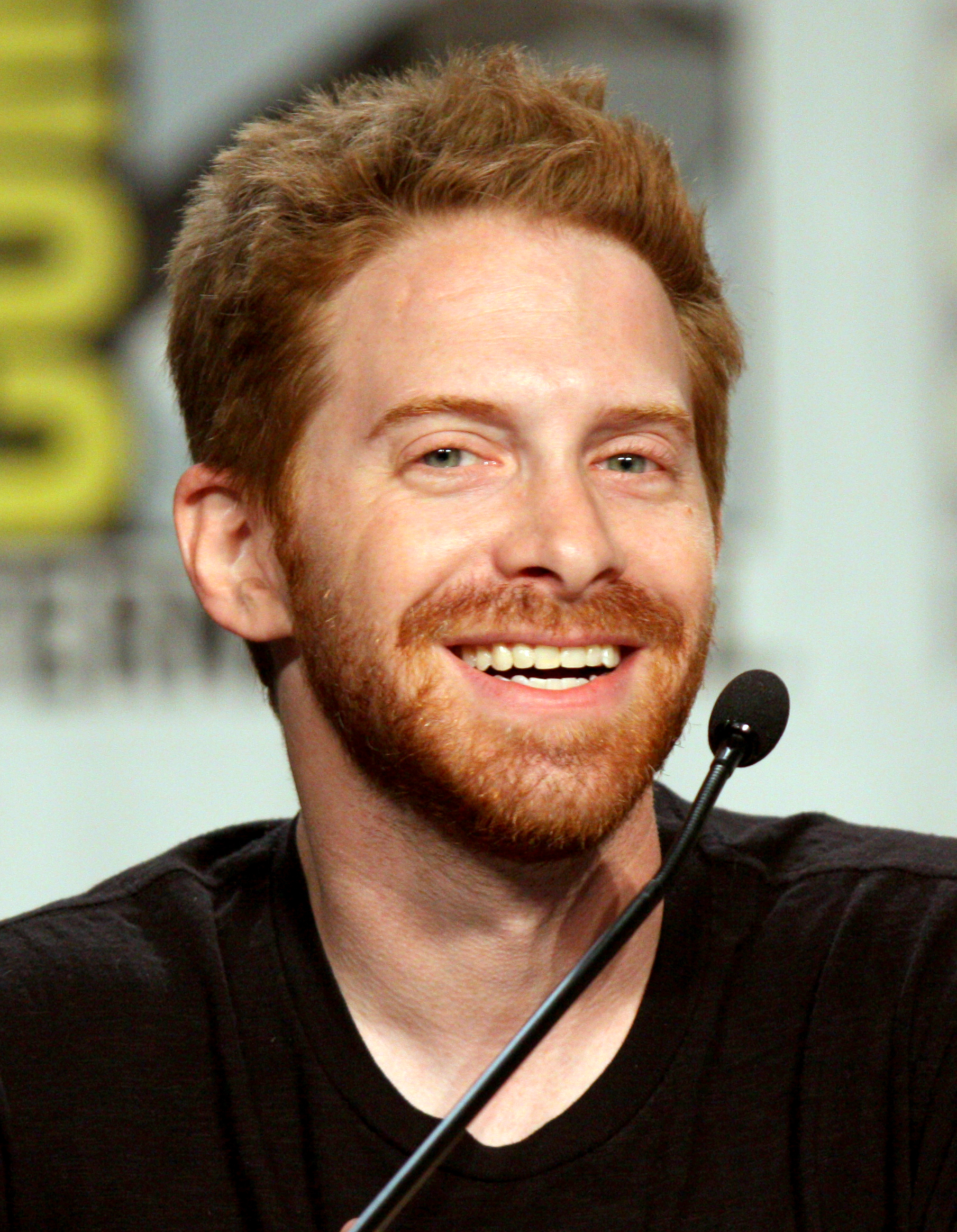
Seth Green, voce del Gorn in Robot Chicken

## Merchandising
- La Mego, azienda che negli anni settanta aveva creato una celebre serie di action figure da 8" (circa 20cm) snodabili e con abiti in stoffa riproducenti i personaggi e gli alieni principali della serie classica di Star Trek, aveva prodotto anche una action figure raffigurante il Gorn, che è diventata una delle action figure più controverse della linea a causa del colore della sua pelle, marrone anziché verde, e del suo abbigliamento "sbagliato", dal momento che indossava la stessa uniforme del Klingon uscito nella medesima linea, che nulla aveva a che vedere con il personaggio apparso nella serie classica.[15] Nel 2009 la EMCE Toys, che ha realizzato una linea di riproduzioni fedeli della linea di action figure da 8" della Mego dedicata a Star Trek, ha commercializzato un nuovo Gorn, molto più fedele all'originale, sia nel colore che nell'abbigliamento.[16][17][18] La Mego, fallita nel 1983 e risorta nel 2018, nel 2019 ha commercializzato una nuova versione del Gorn nella nuova linea di action figure da 8" di Star Trek, completamente riveduta e corretta, similmente a quella commercializzata dalla EMCE Toys, con colore e abbigliamento molto più simile a quello visto nella serie televisiva.[19] Successivamente ne ha commercializzato anche una versione da 14" (circa 35cm).[20]
- Nel 2021 la Funko ha realizzato una action figure parodistica del Gorn della serie classica, nella sua linea Pop!.[21]

## Impatto culturale
- Un Gorn a dimensione naturale era presente nel museo History of the Future, contenuto nell'attrazione Star Trek: The Experience, all'interno dell'hotel Hilton di Las Vegas, Nevada, Stati Uniti. L'attrazione, inaugurata nel 1998, è stata chiusa nel 2008, da allora l'ubicazione della figura del Gorn è sconosciuta.
- Il Gorn dell'episodio Arena appare in alcuni episodi della serie The Big Bang Theory, come soggetto ricorrente negli incubi di Sheldon Cooper. Nell'episodio della quarta stagione L'insufficienza delle scuse (The Apology Insufficiency, 2010), Sheldon accenna all'agente dell'FBI Angela Page (Eliza Dushku), dell'incidente del Rover su Marte causato da Howard, inficiandone così la possibilità di ottenere il nulla osta da parte del governo per un più alto livello di sicurezza.[22] Più tardi Sheldon fa un incubo in cui si manifestano i suoi sensi di colpa e in cui il Gorn siede al suo posto sul divano.[22] Nell'episodio della quinta stagione Il malfunzionamento del teletrasporto (The Transporter Malfunction, 2012), in cui riceve in regalo da Penny un teletrasporto sigillato in scatola della linea di action figure Mego Star Trek, è tentato di aprirla e giocarci.[23] L'action figure di Spock (nell'originale doppiato dallo stesso Leonard Nimoy) lo convince ad aprirla e lui la rompe giocandoci.[23] Per ovviare alla cosa la sostituisce con quella identica regalata da Penny a Leonard, ma viene assalito dai sensi di colpa, che si manifestano nei suoi incubi venendo attaccato su un pianeta alieno (nello stile delle scenografie aliene della serie classica) dal Gorn.[23]
- Nello spot pubblicitario del videogioco Star Trek del 2013, viene citato il combattimento tra il Capitano Kirk e il Gorn: William Shatner e il Gorn stanno giocando al videogioco e finiscono per accapigliarsi, rimettendolo in scena in forma parodistica il celebre combattimento dell'episodio Arena.[10][24]

## Filmografia

### Cinema
- Landing Party - A Star Trek fan production, regia di Randall Landers - cortometraggio (2021)

### Televisione
- Star Trek - serie TV, episodio 1x18 (1967)
- Star Trek - serie animata, episodio 1x12 (1973)
- Star Trek: Enterprise - serie TV, episodi 4x17-4x19 (2005)
- The Big Bang Theory - serie TV, episodi 4x07-5x20 (2010, 2012)
- Robot Chicken - serie animata, episodio 6x07 (2012)
- Star Trek: Lower Decks - serie TV, episodio 1x08 (2020)
- Star Trek: Strange New Worlds - serie TV, 4 episodi (2022)

## Pubblicazioni (parziale)

### Romanzi
- (EN) Sondra Marshak e Myrna Culbreath, The Price of the Phoenix, collana A New Star Trek Experience, New York, Bantam Books, 1977, ISBN 0-553-10978-2.
- (EN) J. M. Dillard, The Lost Years, collana Star Trek, New York, Pocket Books, 1990, ISBN 0671707957.
- (EN) Michael Jan Friedman e Kevin Ryan, Requiem, collana Star Trek: The Next Generation, New York, Pocket Books, 1994, ISBN 0671795678.
  -  Michael Jan Friedman e Kevin Ryan, Requiem, traduzione di Cristiano Sassetti, Roma, Fanucci Editore, 1996, ISBN 88-347-0543-2.
- (EN) Dayton Ward e Kevin Dilmore, Where Time Stands Still, collana Star Trek: Starfleet Corps of Engineers, n. 44, New York, Pocket Books, 2004, ISBN 0743493613.
- (EN) David Mack, Gods of Night, collana Star Trek: Destiny, n. 1, New York, Pocket Books, 2008, ISBN 1416551719.
- (EN) David Mack, Mere Mortals, collana Star Trek: Destiny, n. 2, New York, Pocket Books, 2008, ISBN 1416551727.
- (EN) David Mack, Lost Souls, collana Star Trek: Destiny, n. 3, New York, Pocket Books, 2008, ISBN 1416551751.
- (EN) Michael A. Martin, Seize the Fire, collana Star Trek: Typhon Pact, n. 2, New York, Pocket Books, 2010.
- (EN) David Mack, Rise Like Lions, collana Star Trek: Mirror Universe, New York, Pocket Books, 2011, ISBN 1451607199.
- (EN) David Mack, Silent Weapons, collana Star Trek: Cold Equations, n. 2, New York, Pocket Books, 2012.

### Fumetti
- (EN) Kevin J. Anderson, Rebecca Moesta e Igor Kordey, The Gorn Crisis, collana Star Trek: The Next Generation, DC Comics, 2001, ISBN 1563897547.
- (EN) Scott Tipton e David Messina, Gorn, in Star Trek: Alien Spotlight, IDW Publishing, 10 ottobre 2007.

## Giochi

### Giochi da tavolo
- Star Trek: Starship Tactical Combat Simulator

### Videogiochi
- Star Fleet Battles (1979)
- 25th Anniversary (1992)
- Star Trek: Starfleet Academy (1997)
- Star Trek: Starfleet Command (1999)
- Star Trek: Klingon Academy (2000)
- Star Trek: Starfleet Command II: Empires at War (2000)
- Star Trek Online (2010)
- Star Trek (2012)
- Star Trek (2013)